# Boonville (Indiana)
Boonville város az USA Indiana államában. Lakosainak száma 6712 fő (2020. április 1.).

## Népesség
A település népességének változása:

| 2010 | 6 246 |
| 2020 | 6 712 |